# Hrabstwo Wilkinson (Georgia)

Piramida wieku hrabstwa

Hrabstwo Wilkinson (ang. Wilkinson County) – hrabstwo w stanie Georgia, w Stanach Zjednoczonych. Z gęstością 7,5 os./km² należy do najsłabiej zaludnionych hrabstw Georgii. 
Powstało w 1803 roku. Jego nazwa powstała od nazwiska James Wilkinson (1757–1825), bohatera Rewolucji amerykańskiej i wojny 1812.

## Geografia
Według spisu z 2011 obszar całkowity hrabstwa obejmuje powierzchnię 1171 km², z czego 1157 km² stanowią lądy, a 14 km² stanowią wody. Według szacunków United States Census Bureau w roku 2011 miało 9 444 mieszkańców. Jego siedzibą administracyjną jest miasto Irwinton.

### Miejscowości
- Gordon
- Irwinton
- Ivey
- McIntyre
- Toomsboro